# Edder Pérez
Edder Alfonso Pérez Consuegra (ur. 3 lipca 1983 w San Felipe) – wenezuelski piłkarz występujący najczęściej na pozycji lewego obrońcy.

## Kariera klubowa
Pérez jest wychowankiem Caracas FC. Swoją pierwszą bramkę w karierze zdobył grając w drugoligowych rezerwach klubu, 9 kwietnia 2006 przeciwko Portuguesie. Z seniorskim zespołem odnosił wiele sukcesów krajowych, zaliczył również występy w Copa Libertadores 2006 oraz 2007. Lata 2007–2008 spędził na wypożyczeniu w portugalskim CS Marítimo, grającym w BwinLiga. Następnie wrócił do Caracas, którego zawodnikiem był do 2011 roku. Potem występował w drużynach Yaracuyanos oraz Portuguesa, a w 2014 roku zakończył karierę.

## Kariera reprezentacyjna
Edder Pérez w dorosłej reprezentacji Wenezueli zadebiutował 18 października 2006 w spotkaniu z Urugwajem (0:4), wchodząc na boisko w 57 minucie. Wystąpił też w dwóch meczach na Copa América 2007.

## Osiągnięcia

### Caracas FC
- Pierwsze miejsce
  - Primera División de Venezuela: 2004, 2006, 2007, 2009, 2010
  - Copa Venezuela: 2009
- Drugie miejsce
  - Primera División de Venezuela: 2005